# Grafschaft Girona
Die Grafschaft Girona oder Grafschaft Gerona ist eine der historischen katalanischen Grafschaften. Hauptstadt der Grafschaft war Girona.
Die Grafschaft wurde 1351 Teil des Herzogtums Gerona, als König Peter III. von Aragon den Titel des Herzogs an seinen erstgeborenen Sohn Johann verlieh. Für das Gebiet des Herzogtums fasste Peter IV. die bisherigen Grafschaften Gerona, Besalú, Ampurias und Osona zusammen.
1414 vergab König Ferdinand I. den Titel des Prinzen oder Fürsten von Gerona an seinen erstgeborenen Sohn, Alfons. Der Titel wird derzeit von Kronprinzessin Leonor von Spanien (jetzt als Fürstin von Girona) geführt.

## Grafen von Girona/Gerona
- Rostany (785–801)
- Odilon (801–812)
- Berà (812–820) (Wilhelmiden (Gellones))
- Rampó (820–826)
- Bernard I. (Bernat) (826–832), Bruder Beràs
- Berengar (832–835) (Unruochinger)
- Bernard I. (836–844), 2. Mal
- Sunifred I. (844–848), Graf von Barcelona (Haus Barcelona)
- Wilfried (848–852)
- Odalric (852–858)
- Humfried von Gothien (858–864), Graf von Toulouse
- Otger (861–870)
- Bernhard von Gothien (870–878)
- Wilfried der Haarige (878–897), Sohn Sunifreds